# توگو، آیچی
توگو، آیچی (به لاتین: Tōgō, Aichi) یک سکونتگاه مسکونی در ژاپن است که در Aichi District, Aichi واقع شده‌است.

## خصوصیات
توگو ۱۸٫۰۳ کیلومترمربع مساحت و ۴۲٬۰۴۴ نفر جمعیت دارد.